# 전문건설공제조합
사단법인 전문건설공제조합은 건설업을 영위하는 조합원의 경제적 지위 향상과 건설업의 건전한 발전을 목적으로 1988년 건설산업기본법에 의해 설립되어 각종 건설 보증과 자금의 융자, 어음할인, 공제상품 등 다양한 금융서비스를 제공하고, 교육ㆍ임대ㆍ투자 사업을 수행하는 건설전문 금융기관이다.  서울특별시 동작구 신대방동 395-70에 위치하고 있다.

## 연혁
- 1987년 10월 24일 전문건설공제조합법 공포
- 1988년  3월  3일 전문건설공제조합 창립
- 1996년  7월  1일 기계설비공사업종 조합원을 대한설비건설공제조합으로 출자지분 이체
- 1996년 12월 30일 전문건설공제조합법이 폐지되고 건설산업기본법으로 대체
- 1998년  8월  6일 전문건설회관 준공
- 1998년  9월 26일 서울특별시 동작구 신대방동 전문건설회관으로 이전
- 2014년  6월  5일 무디스(Moody's) 국제신용등급 'A3' 획득
- 2015년  1월 28일 누적 보증실적 200조원 돌파
- 2018년 8월 1일 보유공제 사업개시

## 조직
- 경영기획본부
- 영업지원본부
- 채권관리본부
- 자산운용본부
- 기술교육원
- 32개 지점

## 같이 보기
- 국토교통부
- 대한전문건설협회
- 대한건설협회
- 건설근로자공제회
- 건설워커
- 건설공제조합